# Jag är främling, jag är en pilgrim
Jag är främling, jag är en pilgrim är en psalmtext översatt från engelska till svenska av Betty Ehrenborg och Carl Olof Rosenius. Det engelska originalet "I'm a Pilgrim, I'm a stranger" från 1844 är diktat av Mary Stanley Bunce Dana-Shindler. Den är en så kallad 'hemlandssång', vilket innebär att texten uttrycker en längtan bort från livet på jorden till himmelriket efter döden. Himlen är det sanna hemmet för en kristen, vars liv på jorden bara är ett kort besök. Psalmen har sju 6-radiga verser utan refräng.

## Publicerad i
- Hemlandssånger 1891 som nr 443 under rubriken "Hoppet. Hemlängtan". (Alla sju verserna medtagna)
- Svensk söndagsskolsångbok 1908 som nr 253 under rubriken "Hemlandssånger"
- Svenska Missionsförbundets sångbok 1920 som nr 481 under rubriken "Hemlandssånger"
- Guds lov 1935 som nr 474 under rubriken "Hemlandssånger"
- Segertoner 1930 som nr 383.